# Emil Treptow
Carl Johann Emil Treptow (* 20. Juni 1854 in Danzig; † 20. November 1935 in Freiberg) war ein deutscher Bergbauwissenschaftler.

## Leben
Ab 1874 studierte er an der Bergakademie Freiberg, wo er 1878 das Diplom als Bergingenieur und Markscheider erwarb. Danach arbeitete er in peruanischen Silberbergwerken. Studienreisen führten ihn durch Deutschland, Österreich und Russland. Ab 1885 wirkte er als Bergamtsmarkscheider im Königlich-Sächsischen Staatsdienst.
Im Jahr 1887 wurde er Direktor der Freiberger Bergschule. 1891 übernahm er die Professur für Bergbau- und Aufbereitungskunde an der Bergakademie Freiberg. Von 1909 bis 1911 wirkte er als Rektor der Bergakademie. 1923 trat er in den Ruhestand.
Emil Treptow interessierte sich stark für bergmännische Kunst und Geschichte. Als das Deutsche Museum München die deutsche Übersetzung von Georgius Agricolas Werk De re metallica in Auftrag gab, übernahm er das 6. und das 8. Buch, erschienen 1928. Bergmännische Gegenstände aus verschiedenen Ländern und Epochen trug er zusammen und stellte sie der Freiberger Sammlung für Bergbaukunde (heute auch Treptow-Sammlung genannt) zur Verfügung.
Emil Treptow starb 1935 in Freiberg.

## Veröffentlichungen (Auswahl)
- Über Abfang- und Aufsetzvorrichtungen für Bremsschächte (1887)
- Grundzüge der Bergbaukunde (insges. 5 Auflagen, erstmals 1892 erschienen)
- Regeln der Arithmetik. Zusammengestellt für den Bergschulunterricht (1892, Digitalisat)
- Bergbau einschließlich Steinbruchbetrieb und Edelsteingewinnung. Geschichte des Bergbaues, Vorkommen und Abbau der nutzbaren Mineralien in den wichtigsten Bergbaubezirken aller Länder (1900)
- Bergbau und Hüttenwesen. Für weitere Kreise dargestellt (1900)
- Autographieen zu den Vorträgen über Allgemeine und Specielle Bergbaukunde, Aufbereitungskunde und Brikettieren. Karten zu den bergmännischen Studienreisen (1901)
- Der Altjapanische Bergbau und Hüttenbetrieb dargestellt auf Rollbildern (1904)
- Bergmännische Kunst (1922)
- Deutsche Meisterwerke bergmännischer Kunst (1929)